# Eide (Vågan)
Eide est une localité du comté de Nordland, en Norvège.

## Géographie
Administrativement, Eide fait partie de la kommune de Vågan.